# Орбели
Орбе́ли (арм. Օրբելի) — династия армянских деятелей науки и культуры. Несколько поколений семьи жили в Российской империи и СССР, внеся заметный вклад в российскую культуру.

## Род

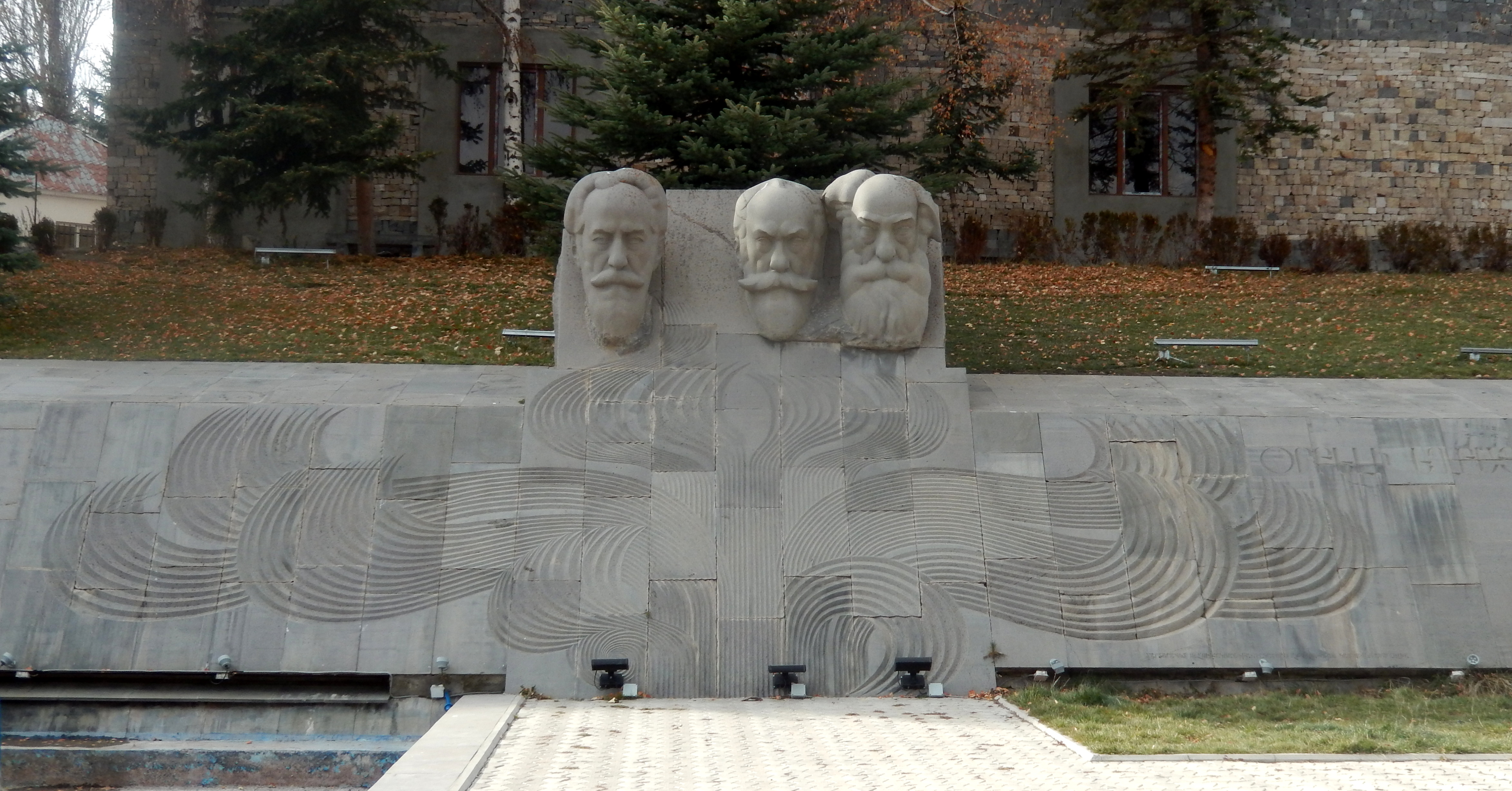
Мемориал братьям Орбели в Цахкадзоре, Республика Армения.

Говоря о семье Орбели президент РАН академик Ю. С. Осипов и президент НАН Республики Армения академик Ф. Т. Саркисян отмечали:
Служение духовным ценностям — а наука относится к числу высших выражений духовного развития народа — культивировалось в роду Орбели, который берет начало в XII в. Эта традиция в семье Орбели передавалась из поколения в поколение. Дед будущих ученых, протоиерей И. И. Орбели, на древнеармянском языке (грабаре) писал труды по истории армянской церкви. Отец братьев Орбели, А. И. Орбели, готовил сыновей к ученой карьере с гимназических лет. Дядя ученых Давид Орбели — психиатр и невропатолог, известный в Тифлисе, автор ряда трудов по психиатрии и этнографии, участник съездов русских естествоиспытателей и врачей… Дед ученых И. И. Орбели в 30-е годы XIX в. учился и впоследствии был законоучителем в знаменитом Лазаревском институте восточных языков в Москве, их отец, А. И. Орбели, окончил Петербургский университет, а предок ученых по материнской линии (из знаменитого рода Аргутинских-Долгоруких) Иосиф Аргутинский был главой армянской епархии в России. В 1800 г. он был избран Католикосом всех армян, стал автором (совместно с Иваном Лазаревым) проекта независимой Армении под покровительством России. Значение вклада семьи Орбели в армяно-русское взаимодействие в области культуры, науки, образования и политики трудно переоценить

## Наиболее известные представители династии
- Орбели, Иосиф Абгарович (1887—1961) — армянский и советский учёный-востоковед, брат Р. А. Орбели и Л. А. Орбели.
- Орбели, Леон Абгарович (1882—1958) — армянский и советский учёный-физиолог, академик АН СССР, Герой Социалистического Труда (1945).
  - Орбели, Мария Леоновна (1916—1949) — биофизик, работала в Радиевом институте АН СССР, скончалась на 33-м году жизни от лучевой болезни.
    - Орбели, Абгар Леонович (1939—2022) — окончил физический факультет ЛГУ, работал в ФТИ им. А. Ф. Иоффе, где в 1990-х—2000-х был заместителем директора по международным связям, учёный секретарь Научного совета по физике электронных и атомных столкновений РАН.
- Орбели, Рубен Абгарович (1880—1943) — армянский и советский учёный, один из основоположников подводной археологии (гидроархеологии) в СССР
  - Орбели, Русудана Рубеновна (1910—1985) — кандидат филологических наук, востоковед, автор научных трудов, работала в Институте востоковедения АН СССР. В 1963 г. защитила диссертацию «Грузинские рукописи Института народов Азии АН СССР».

## Память

### Кино
- В 2012 году о братьях был снят фильм «Код Орбели»

### Топонимика
- Улица братьев Орбели — улица в Ереване.
- Улица Орбели — улица в Кривом Роге.
- Улица Орбели — улица в Нижнем Новгороде.
- Улица Орбели — улица в Санкт-Петербурге — названа в честь Иосифа Абгаровича и Леона Абгаровича Орбели.